# Reginsmál
Reginsmál (altnordisch für „Reginns Rede(n)“), auch veraltet als Sigurðarkviða Fáfnisbanna önnur bezeichnet, ist ein Heldenlied aus der Liederedda im Codex Regius. Das Reginsmál ist nach dem Zwerg Reginn, dem Ziehvater des Helden Sigurðr, benannt.
Das Lied wird durch einen kurzen Prosaabschnitt eingeleitet und entwickelt sich in 26 Strophen im eddischen Versmaß des Ljóðaháttr unterbrochen durch kurze Prosaeinschübe. Das Reginsmál bildet mit dem Fáfnismál und dem Sigrdrífomál eine gesonderte Gruppe der Sigurðrdichtung innerhalb der Liederedda.

## Ausgaben
Textausgaben
- Gustav Neckel (Hrsg.): Edda. Die Lieder des Codex Regius nebst verwandten Denkmälern. Bd. 1. Text., 5. verbesserte Auflage von Hans Kuhn. Germanische Bibliothek. Reihe 4, Bd. 9. Texte. Carl Winter, Heidelberg 1983, ISBN 3-533-03080-6.
- Klaus von See u. a. (Hrsg.): Kommentar zu den Liedern der Edda. Band 5. Heldenlieder - Frá dauða Sinfiǫtla, Grípisspá, Reginsmál, Fáfnismál, Sigrdrífumál. Heidelberg  2006, ISBN 3-8253-5180-7

Übersetzungen
- Die Edda. Götterdichtung, Spruchweisheit und Heldengesänge der Germanen. Ins Deutsche übertragen von Felix Genzmer. Diederichs, Düsseldorf 1981, ISBN 3-424-01380-3, ISBN 3-7205-2759-X.
- Die Heldenlieder der Älteren Edda. Arnulf Krause (Hrsg.) mit Kommentar, Reclam, Stuttgart 2001, ISBN 978-3-15-018142-3